# (23238) Ocasio-Cortez
(23238) Ocasio-Cortez ist ein im inneren Hauptgürtel gelegener Asteroid, der am 20. November 2000 an der Lincoln Laboratory Experimental Test Site (ETS) (IAU-Code 704) in Socorro, New Mexico im Rahmen des Projektes Lincoln Near Earth Asteroid Research (LINEAR) entdeckt wurde. Sichtungen des Asteroiden hatte es vorher schon am 31. Oktober und 1. November 1992 unter der vorläufigen Bezeichnung 1992 UB9 am Karl-Schwarzschild-Observatorium in Tautenburg gegeben.
Der Asteroid gehört der Vesta-Familie an, einer großen Gruppe von Asteroiden, benannt nach (4) Vesta, dem zweitgrößten Asteroiden und drittgrößten Himmelskörper des Hauptgürtels. Die zeitlosen (nichtoskulierenden) Bahnelemente von (23238) Ocasio-Cortez sind fast identisch mit denjenigen von sechs kleineren (wenn man von der absoluten Helligkeit ausgeht) Asteroiden: (102639) 1999 VV38, (119638) 2001 XG24, (272155) 2005 NS69, (299036) 2005 AV52, (319813) 2006 VE61 und 2008 TO140.
Der Durchmesser des Asteroiden wurde sehr grob mit 2,322 km (±0,635) berechnet, die Albedo mit 0,156 (±0,072).
Nach der SMASS-Klassifikation (Small Main-Belt Asteroid Spectroscopic Survey) wurde bei einer spektroskopischen Untersuchung von Gianluca Masi, Sergio Foglia und Richard P. Binzel bei einer Unterteilung aller untersuchten Asteroiden in C-, S- und V-Typen (23238) Ocasio-Cortez den S-Asteroiden zugeordnet.

## Benennung
(23238) Ocasio-Cortez wurde am 28. August 2007 nach Alexandria Ocasio-Cortez (* 1989) benannt, die damals Schülerin der Yorktown High School in Yorktown Heights im Westchester County des Bundesstaates New York war. Bei der Intel International Science and Engineering Fair 2007 belegte sie einen zweiten Platz in der Mikrobiologie-Kategorie für ihr Projekt zur Wirkung von Antioxidantien auf die Lebenserwartung von Fadenwürmern am Beispiel von Caenorhabditis elegans. Als Preis für ihren zweiten Platz erhielt sie 1500 US-Dollar und die Benennung eines Asteroiden nach ihr. Alexandria Ocasio-Cortez ist inzwischen Mitglied des Repräsentantenhauses der Vereinigten Staaten.